# Seema Malaka
Seema Malaka ou Simamalaka (සීමා මාලකය) é um templo budista situado no lago Beira, no centro de Colombo, a capital do Seri Lanca. Embora esteja completamente fisicamente separado do Templo Gangaramaya, que fica a pouco menos de 200 metros de distância, supostamente faz parte desse complexo religioso.
O templo é usado principalmente para meditação e relaxamento, mais do que para culto. O edificío é descrito formalmente como um local de assembleia de monges e é uma das principais atrações turísticas de Colombo.

## História e arquitetura
Como o resto dos edifícios de Gangaramaya, Seema Malaka foi construído no final do século XIX, mas foi completamente reconstruído entre 1976 e 1978 pelo arquiteto cingalês Geoffrey Bawa [en], após a edificação original se ter afundado lentamente. As obras foram financiadas por um empresário muçulmano em memória do seu filho.
Bawa inspirou-se nas antigas viaras (mosteiros) das florestas de Anuradapura e Ritigala para projetar o templo, que também tem reminiscências da arquitetura da era candiana. O templo está construído sobre três plataformas sobre a água que estão ligadas entre si e com a margem por três pontões. Todas as plataformas têm numerosas estátuas de Buda em diferentes mudras, quase todas de estilo tailandês. O pavilhão principal ocupa a plataforma central, é de madeira, com gelosias finamente talhadas e, como os outros pavilhões mais pequenos, tem o teto coberto com telhas azuis.
Na plataforma sul há uma árvore de Bodhi que foi plantada com um ramo da Jaya Sri Maha Bodhi de Anuradapura. Em cada um dos cantos dessa plataforma há pequenos santuários, dedicados a Xiva, Vixnu, Ganexa e  Kataragama deviyo (uma divindade guardiã do Sri Lanca aparentada com o deus hindu Escanda ou Kartiqueia). Há também um pequeno santuário dedicado a Guanyin, que também tem uma estátua no exterior.